# Likombe
Likombe ist ein Verwaltungsbezirk (Ward) des Distrikts Mtwara (MC) in der tansanischen Region Mtwara.

## Geografie
Likombe liegt im Südosten von Tansania, es ist das östliche Zentrum der Regionshauptstadt Mtwara. Der Bezirk grenzt im Nordwesten an Rahaelo, im Nordosten an Vigaeni, im Osten an Majengo, im Süden an Tandika und im Westen an Chuno. Bei der Volkszählung 2022 lebten 13.743 Menschen in 3982 Haushalten auf einer Fläche von 1 Quadratkilometer.

## Gliederung
Der Bezirk besteht aus fünf Stadtteilen (Mtaa):
- Mdenga
- Madaba
- Mtepwezi
- Mlimani
- Lilungu

## Infrastruktur
- Bildung: Die Mtwara Islamic Secondary School ist eine private, weiterführende Internatsschule, die eine Ausbildung bis zur 4. Stufe anbietet.[7]
- Gesundheit: Im Bezirk liegt ein staatliches Gesundheitszentrum.[8]